# Casa medieval no Vicolo dell'Atleta

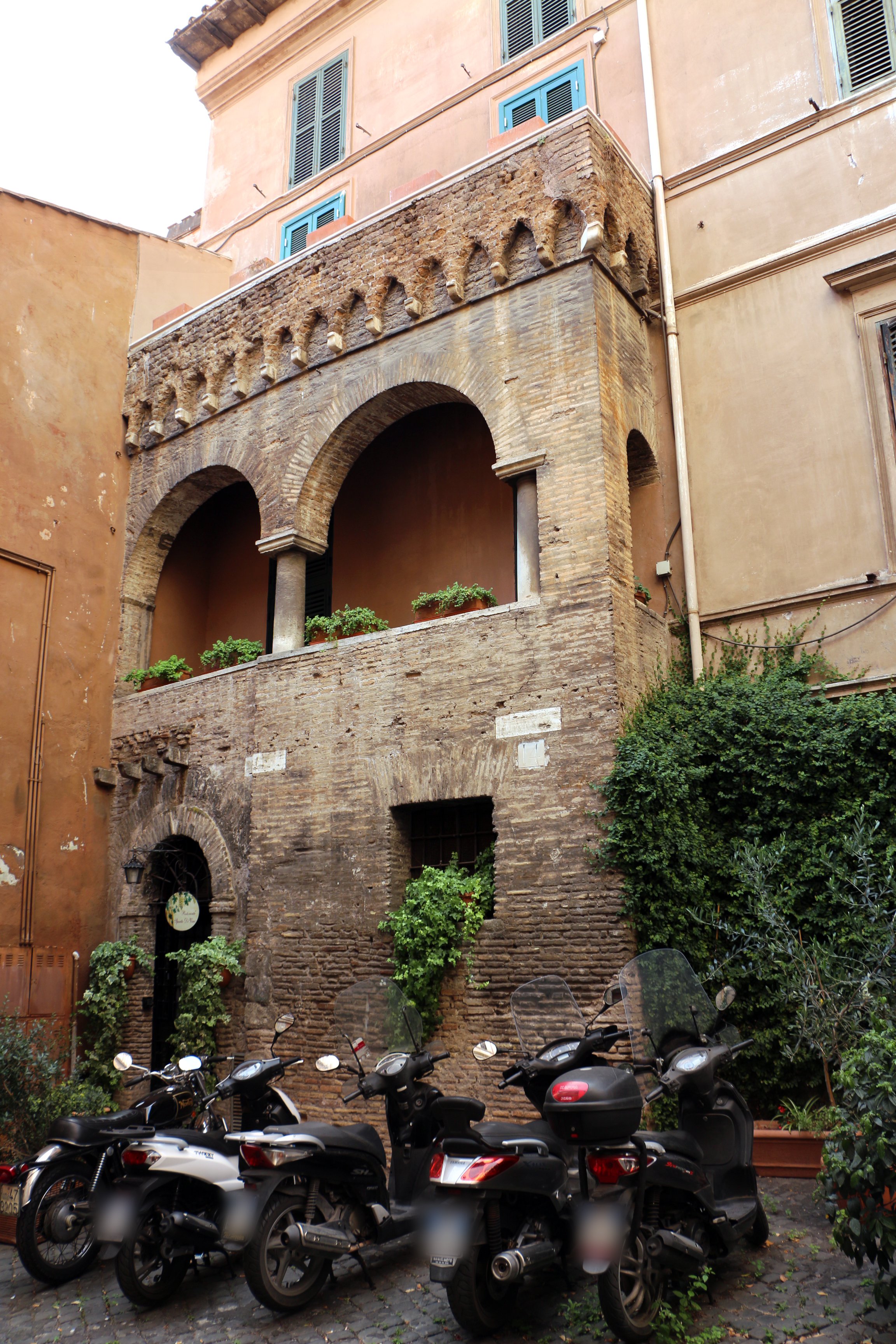
Vista da casa medieval.

Casa medieval no Vicolo dell'Atleta, onde ficava a antiga Sinagoga de Nathan ben Jechiel, é uma residência medieval localizada na Via dell'Atleta, no rione Trastevere de Roma.

## História

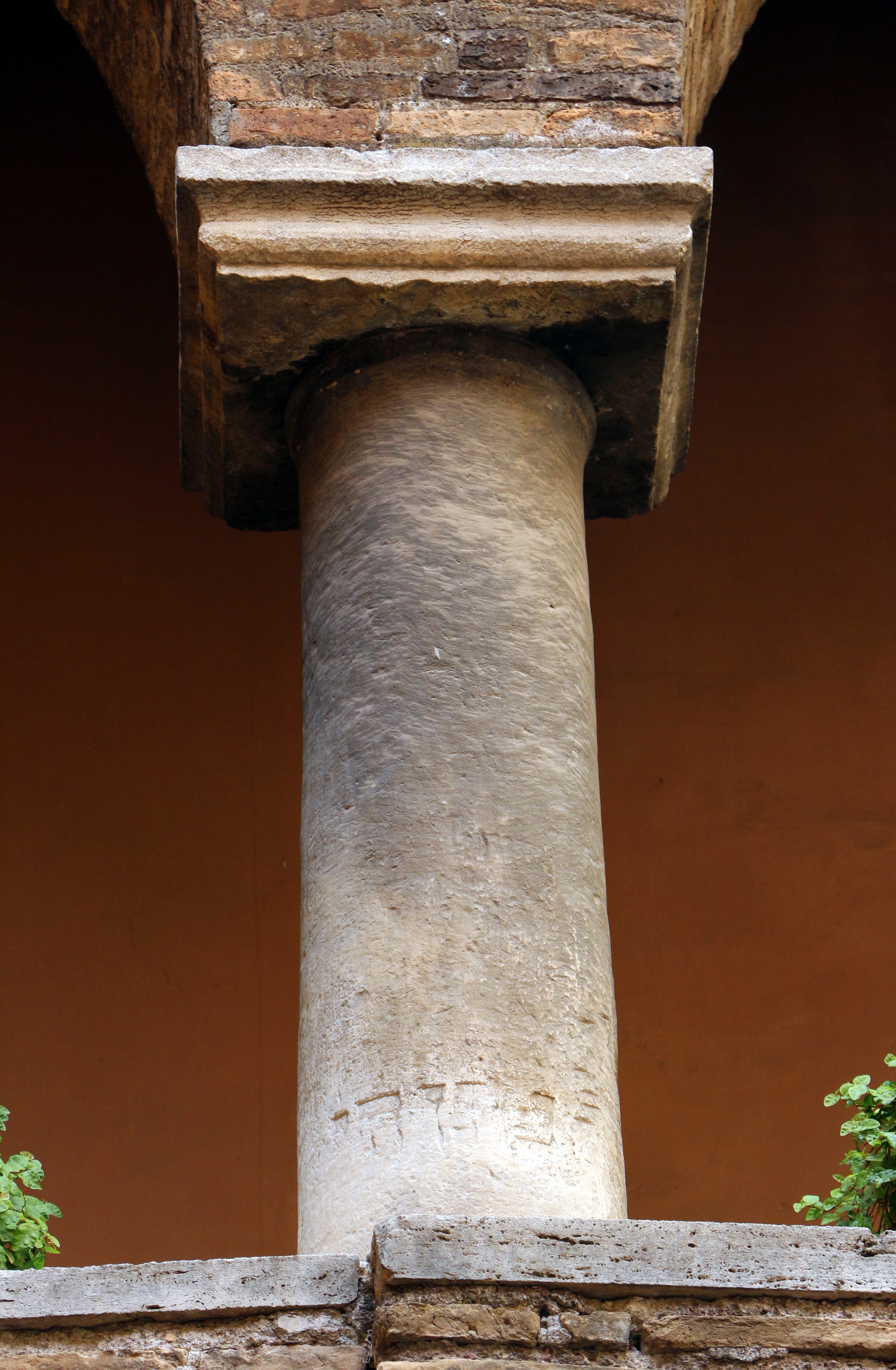
Detalhe da coluna com a inscrição hebraica.

O Vicolo dell'Atleta liga a Via dei Salumi com a Via dei Genovesi e seu nome é uma referência à descoberta, em 1873, da estátua de um atleta conhecida como "Apoxyomenos", atualmente no Museu Pio-Clementino do Vaticano. Ela se chamava até então Vicolo delle Palme, uma referência às palmeiras que decoravam a via, símbolos da Judeia e que provavelmente ficavam em frente à antiga sinagoga que existia no local. Foi de fato nesta rua que se estabeleceu, ainda no tempo da República Romana, o primeiro núcleo da comunidade judaica de Roma, muito antes do assentamento no rione Sant'Angelo, que ocorreu durante a Idade Média. Durante a Idade Média, esta vizinhança de Roma era conhecida como Ripa Romea, que significa "Margem dos Romeiros", uma referência à margem do Tibre e aos peregrinos que frequentavam o local. O antigo porto fluvial de Roma ficava perto do monte Testaccio, na margem oposta do rio, um local que, para a reduzida população da Roma medieval, era muito distante. Por conta disto, no século XI, os navios vindos do mar começavam a desembarcar suas mercadorias na margem direita (ou seja, no Trastevere), perto da Ilha Tiberina. A Ripa era habitada principalmente por marinheiros, peregrinos, comerciantes e pelos judeus romanos, cuja sinagoga ficava numa viela no local. No século XV, um porto mais adequado ao tamanho da cidade começou a ser construído na Ripa Grande, mais abaixo no rio, mas ainda na margem direita. Ao lado da placa
A sinagoga foi fundada pelo lexicógrafo Nathan ben Jechiel (1035-1106) e presume-se que ela ficava onde atualmente está uma bela casa medieval que ostenta uma lógia com arcos assentados sobre colunas antigas e uma cornija em arcos sobre pequenas mísulas em pedra. A coluna central da arcada aparentemente confirma esta hipótese, pois ainda hoje se pode ler uma inscrição gravada nela em caracteres hebraicos. A sinagoga propriamente dita foi destruída depois de um grave incêndio em 28 de agosto de 1268. 